# Eurofighter
Eurofighter Jagdflugzeug GmbH (engelsk: Eurofighter Fighter aircraft GmbH) er en multinational virksomhed, der koordinerer design, produktion og opgradering af kampflyet Eurofighter Typhoon, det omfatter bl.a. indarbejdelsen af jetmotorer som er designet og fremstillet af EuroJet Turbo GmbH.
Selskabet er etableret i 1986 og har hovedsæde i Hallbergmoos i Bayern i Tyskland. Selskabet ejes af de store fly- og helikopterproducenter blandt de fire Eurofighter-partnernationer:
- 46 %: Airbus Group
  - 33 % Airbus Group Deutschland GmbH (Tyskland)
  - 13 % Airbus Group CASA (Spanien)
- 33 %: BAE Systems (Storbritannien)
- 21 %: Alenia Aermacchi (Italien), datterselskab til Finmeccanica

Eurofighter GmbH's kunder er NATO Eurofighter and Tornado Management Agency (NETMA), som opererer på vegne af partnernationerne. Denne samarbejdede ledelsesmodel følger Tornado-programmet tæt. I dette tilfælde var Panavia Aircraft GmbH ansvarlig for levering af våbensystem og det britiske Turbo-Union Ltd. var ansvarlig for motorerne.